# Чертолино (деревня)
Чертолино — деревня в Ржевском районе Тверской области. Относится к сельскому поселению «Чертолино», до 2006 года входила в состав Азаровского сельского округа.
Находится на правом берегу реки Сишка в 28 километрах к западу от города Ржева. В 5 км к югу от деревни — посёлок Чертолино, в нём станция Чертолино на железной дороге «Москва — Рига».
Население по переписи 2002 года — 39 человека, 16 мужчин, 23 женщины.

## История
Сельцо Чертолино-Покровское впервые упоминается в 1770 году. Построено на берегу р. Сижки  у истока одноименного ручья впадающего в р. Дунку  В 1777-78 годах усадьба и имение Чертолино принадлежали княгине Анне Гагариной, затем перешли к Игнатьевым. Павел Николаевич Игнатьев в 1872—1879 годах был председателем Комитета министров Российской империи, в 1877 году возведён в графское достоинство. После брака с Извековой Н. Е как приданое сельцо Чертолино переходит к Игнатьевым.
Во второй половине XIX века сельцо Чертолино относилось к приходу погоста св. Троицы, что на реке Сишке в Лаптевской волости Ржевского уезда Тверской губернии. Троицкий погост находится на противоположном берегу реки  около д. Половинино. Новый храм, каменную московскую пятиглавку  строит графиня  и  устраивает придел святой Софии.
При Алексее Павловиче Игнатьеве  к хозяйству присоединены имение Зайцево (Новоуспенское) через покупку и имение Бровцино, которыми управляла его жена С. С. Игнатьева до революции 1917 года .Таким образом увеличенное имение (более 900 десятин только пашни) стало одним из развитых и богатых в Ржевском уезде. В Зайцево графы не жили, а отдали усадьбу 18 века под квартиры наемных рабочих, амбулаторию, школу и тд. Был открыт винокуренный завод. 1 мая 1918 года на базе трех имений организуется коммуна, а позднее в 1920 г.  совхоз "Чертолинский" с тремя  отделениями.

## Достопримечательности
- остатки парка усадьбы.

## Известные люди
- Игнатьев, Алексей Алексеевич